# Melecta curvispina
Melecta curvispina là một loài Hymenoptera trong họ Apidae. Loài này được Lieftinck mô tả khoa học năm 1958.